# Königreich Mbunda
Das Königreich Mbunda (Mbunda: Chiundi ca Mbunda oder Vumwene vwa Chiundi oder portugiesisch Reino dos Bundas), manchmal auch Königreich Angola oder Mbundaland, war ein afrikanisches Königreich, das sich im Westen Zentralafrikas im heutigen Angola befand. Zum Zeitpunkt seiner größten Ausdehnung reichte es von Mithimoyi ins zentrale Moxico zu den Provinzen Cuando und Cubango im Südosten, wo es an das heutige Namibia grenzte.

## Politik und Regierung
Das Königreich Mbunda benutzte ein traditionelles Regierungssystem, das dem anderer Reiche seiner Zeit ähnelte. Das gesamte Königreich wurde von einem König regiert, der von einer Königsfamilie kam. Der König genoss absolute Autorität, daher wurden seine Entscheidungen ohne Widersprüche befolgt. Die Rolle des Königs bestand darin, die Gesetze zu erlassen und die Gemeinden zu regieren. Der König regierte das ganze Königreich, aber auch die kleinen Häuptlingstümer und Ortschaften innerhalb des Königreichs konnten ihre eigenen Gesetze erlassen.

## Geschichte

### Etablierung
Der Mbunda-Stamm verließ um das Jahr 1400 das heutige Südsudan aufgrund eines schlechten Klimas. Sie begannen, durch viele Gebiete zu ziehen, auf der Suche nach rotem Sand, da dieser ihrem ursprünglichen Zuhause im Südsudan ähnelte. Sie erreichten den heutigen Sambia und Angola, wo sie ein Königreich gründeten.

### Expansion

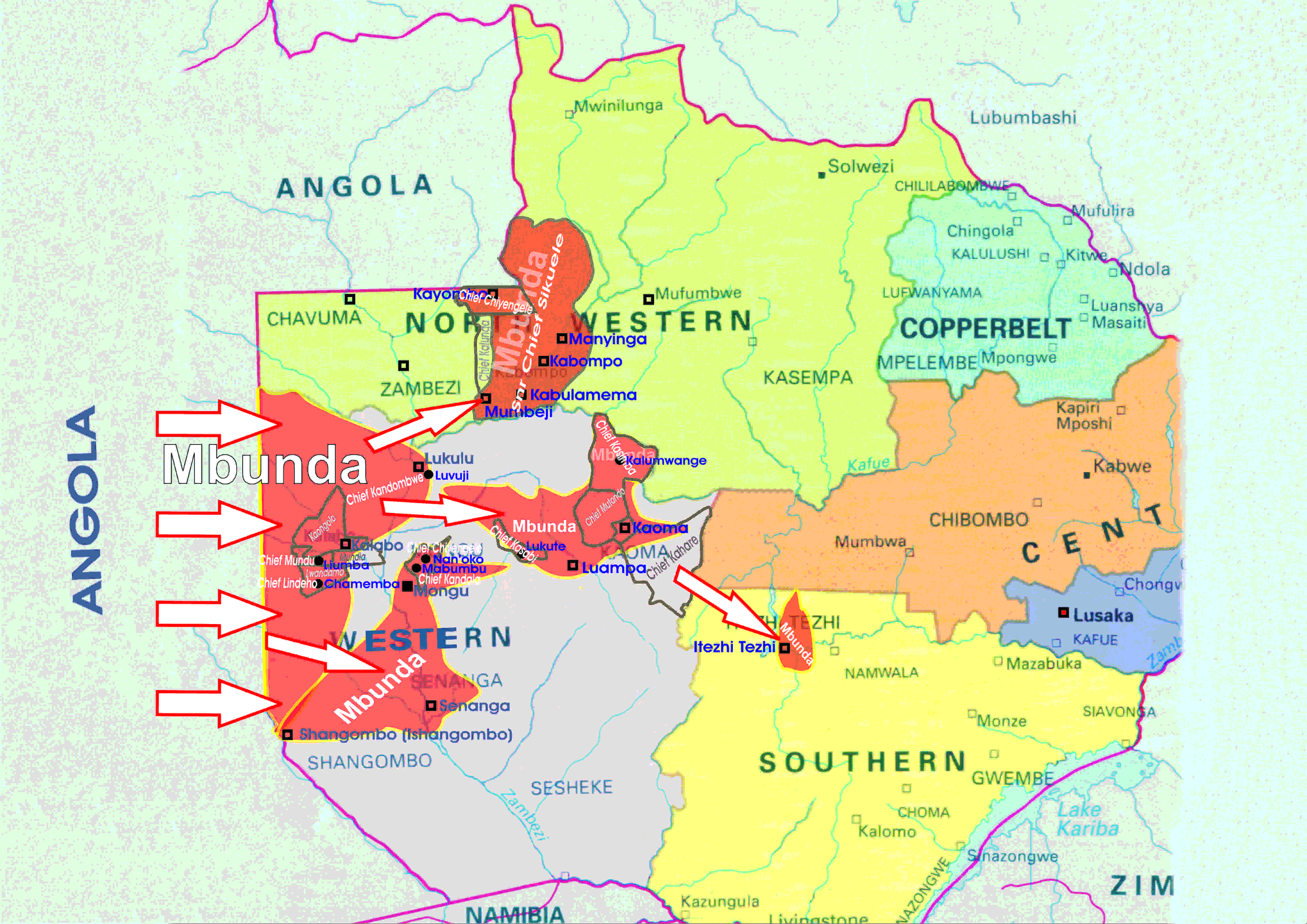
Die Expansion von Mbunda in Barotseland

Das Königreich begann sich um die Zeit ihres zwölften und dreizehnten Monarchen (Kathangila ka Mukenge und Yambayamba Kapanda) nach Süden auszudehnen. Während sie weiter nach Süden expandierten, erreichten sie den Fluss Lungwebungu und bald darauf machten sie Lumbala Nguimbo zu ihrer Hauptstadt. Sie dehnten sich auch in das heutige Sambia aus, das später bei der Festlegung der kolonialen Grenzen verloren ging.

### Konflikt mit den Chokwe
Die Mbunda und die Chokwe begannen zu kämpfen, weil man glaubte, dass die Chokwe König Mwene Katavola I Mwechela ermordet hatten. Sein Nachfolger, Mwene Katavola II Musangu, wurde verdächtigt, den Mord geplant zu haben. Mwene Katavola II Musangu versuchte später, eine Chokwe-Sklavin namens Nyakoma zu heiraten, die dem Chokwe-Häuptling Mwa Mushilinjinji gehörte. Dieser verweigerte Mwene Katavola II Musangu die Erlaubnis, Nyakoma in Luwe zu heiraten. Aufgrund dessen erklärte das Königreich dem Chokwe-Häuptling den Krieg, um sie von dem Land der Mbunda zu vertreiben. Der Krieg verlief zugunsten der Mbunda und die Chokwe wurden besiegt.

### Das frühe neunzehnte Jahrhundert
Im Jahr 1830 begannen die Mbunda, an der Seite der Aluyi in einem Krieg zwischen den Aluyi und den Makololo zu kämpfen. Mit der Hilfe des Mbunda-Königreichs gewannen die Aluyi den Krieg und die Mbunda begannen, Barotseland zu besetzen.

### Krieg mit Luvale
Mwene Mbandu I Lyondthzi Kapova führte Mbunda in einen Krieg gegen die Luvale um 1890, weil die Luvale gegen ein mächtiges, unabhängiges Mbunda waren und sie Mbunda versklaven wollten. Die Luvale verloren den Krieg, als deren Führer Masambo getötet wurde und sie aus Mbunda vertrieben wurden.

### Spätes neunzehntes Jahrhundert
Die Mbunda kämpften auch 1880 an der Seite der Aluyi im Aluyi-Krieg gegen die Tonga. Die Tonga konnten sich nicht gegen die Pfeile und Bögen der Mbunda verteidigen und konnten den Krieg nicht gewinnen. 1893 wurde ein Vertrag zwischen den Mbunda und den Aluyi unterzeichnet, der besagte, dass sie Verbündete sein würden. Nach diesem Vertrag wurde es friedlicher und die Mbunda begannen, sich auf den Anbau von Maniok, Mais und Reis zu konzentrieren. Kurz nach der Ankunft der IECA im Jahr 1880 wurde der Großteil der Mbunda-Bevölkerung zum Christentum bekehrt.

### Zerfall

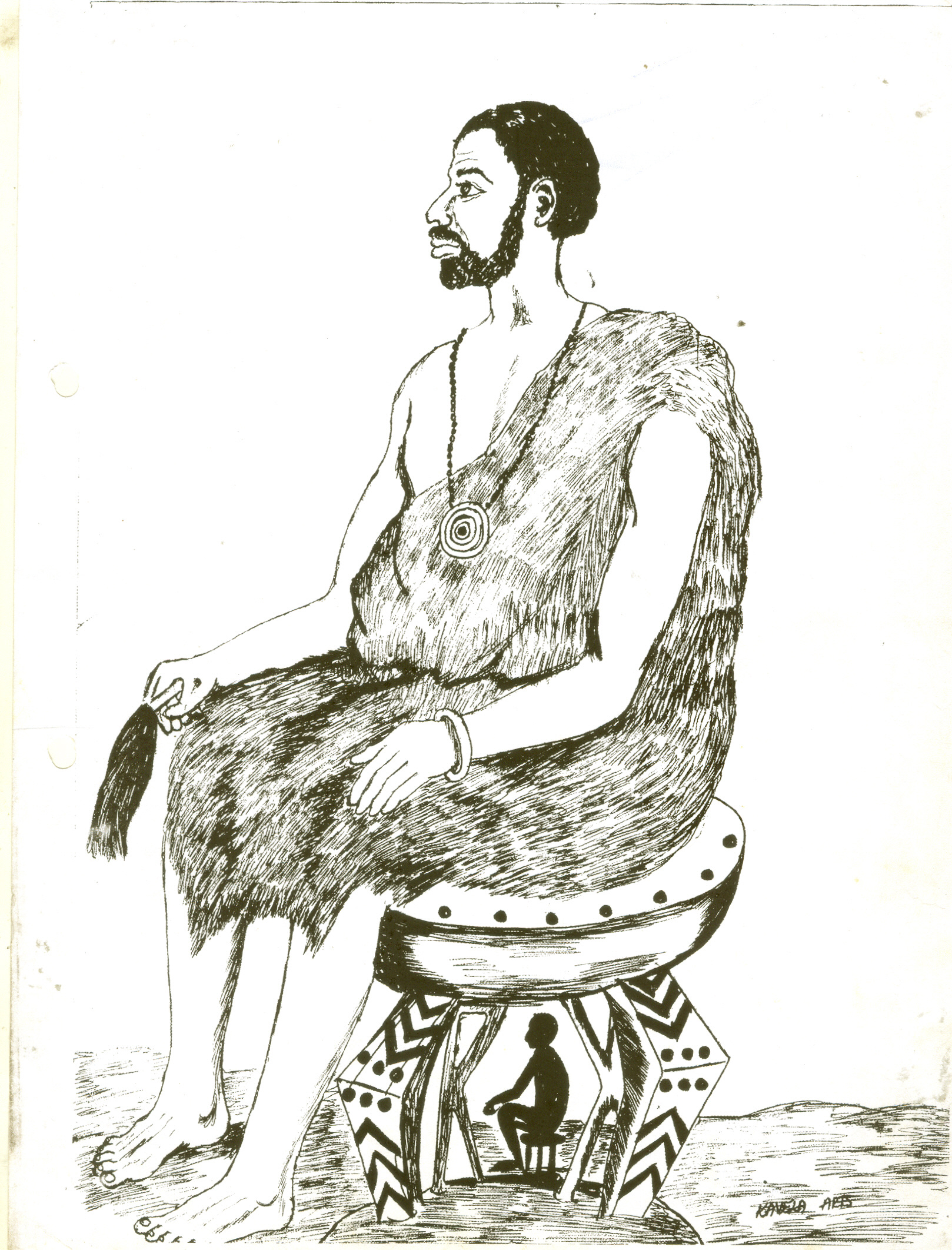
König Mwene Mbandu Lyonthzi Kapova I.

Portugal erklärte dem Königreich 1914 im Kolongongo-Krieg den Krieg, bei dem die Portugiesen ihren König, Mwene Mbandu Lyonthzi Kapova, gefangen nahmen. Portugal eroberte das Königreich schließlich 1917, obwohl die Monarchie heute noch in Angola weiterlebt.

## Wirtschaft
Die Mbunda waren geschickte Arbeiter in Eisen und Kupfer sowie Jäger und Fischer. Sie benutzten Bögen und Pfeile, um mittelgroße Tiere zu jagen. Zum Fischen war es üblich, Netze oder Körbe zu verwenden. Die Netze wurden meistens von Männern benutzt und die Körbe von Frauen. Die Mbunda bauten Zucker und andere Feldfrüchte an und hielten Vieh.